# Sulaiman Abu Ghaith
Sulaiman Abu Ghaith (* 14. Dezember 1965 in Kuwait) ist ein ausgebürgerter kuwaitischer Islamist und al-Qaida-Sprecher, der 2013 in Jordanien festgenommen, in die Vereinigten Staaten gebracht und dort angeklagt wurde. Er ist einer der Schwiegersöhne Osama bin Ladens.

## Leben
Ghaith fiel erstmals in den 1990er Jahren mit Hetzreden gegen die kuwaitischen Herrschaftsverhältnisse auf. Er reiste 2000 oder 2001 nach Afghanistan, um sich Osama bin Laden anzuschließen, machte in al-Qaidas Propagandaabteilung schnell Karriere und heiratete bin Ladens Tochter Fatima. Er hat mehrere weitere Ehefrauen und mindestens 23 Kinder.
Mit seinem Landsmann Adel al Zamel war er der Mitbegründer der Tarnorganisation Al Wafa al Igatha al Islamia, mit der al-Qaida Spenden sammelte. Nach den Terroranschlägen am 11. September 2001 verteidigte er die Anschläge auf Al Jazeera und drohte mit weiteren Anschlägen (unter anderem habe al-Qaida „das Recht, vier Millionen Amerikaner, davon eine Million Kinder, zu töten, doppelt so viele zu vertreiben und hunderttausende zu verkrüppeln“), worauf er in Kuwait ausgebürgert wurde. Auch später erschien er in Videobotschaften an der Seite bin Ladens und Aiman az-Zawahiris und rief zu Angriffen auf die Vereinigten Staaten auf.
Nach dem Einmarsch der US-amerikanischen Streitkräfte in Afghanistan hielt er sich vermutlich von 2002 bis 2010, vielleicht aber auch bis 2013, mit dem ranghohen Ägypter Saif al-Adel unter ungeklärten Umständen, mutmaßlich als Gast oder Gefangener, im Iran auf.

### Festnahme und Anklage
Im Februar 2013 wurde er nach einer illegalen Einreise in die Türkei in einem Hotel in Ankara festgenommen, die Türkei lieferte ihn aber nicht aus, sondern wies ihn in sein Heimatland aus. Bei einer Zwischenlandung in Jordanien wurde er am 28. Februar 2013 erneut festgenommen und sofort in den US-Bundesstaat New York gebracht, wo er vor Gericht gestellt wurde. Er ist eines der ersten al-Qaida-Mitglieder, das in New York einen Strafprozess vor einem Zivilgericht erhielt. Prominente Republikaner wie Mike J. Rogers vom Geheimdienstausschuss des Parlaments und Senator Lindsey Graham sprachen sich gegen das Verfahren vor dem Zivilgericht und für die Inhaftierung im Gefangenenlager Guantanamo Bay aus. Im April 2013 stellten seine Anwälte einen Antrag auf Verlegung des Gerichts. Im März 2014 wurde er in den drei Anklagepunkten (1.) Konspiration zur Tötung von Amerikanern sowie (2.) Konspiration und (3.) Bereitstellung materieller Unterstützung von Terroristen in einem US-Bundesbezirksgericht in Manhattan verurteilt. Das im September 2014 verkündete Strafmaß lautete auf lebenslange Haft.